# Будівництво 304 і ВТТ
Будівництво 304 і ВТТ — підрозділ, що діяв в системі виправно-трудових установ СРСР.
Організований 29.01.52;

закритий 29.04.53.

## Підпорядкування і дислокація
- господарське управління МВС.

Дислокація: Челябінська область, м. Міас

## Виконувані роботи
- обслуговування Будівництва 304 і Особливого проектного бюро

## Історія
Сховище золотих запасів за легендою під час війни відправляли на Південний Урал.
Рада Міністрів наказувала МВС розпочати будівництво споруд Гохрана в Ільменському мінералогічному заповіднику. Для зведення виділили п'ять тисяч ув'язнених ГУЛАГу. А сам об'єкт отримав номер 304. Цікаво, що побудоване в 1972 році на задвірках Москви сховище має номер 305.